# 코요아칸

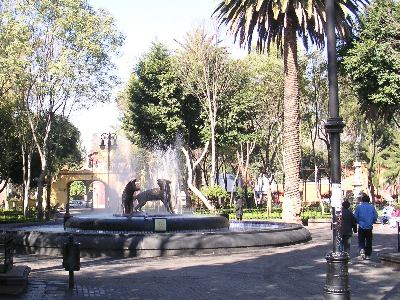
코요아칸

코요아칸(스페인어: Coyoacán)은 멕시코의 수도인 멕시코시티 연방구를 구성하는 16개의 구 가운데 하나로 면적은 54.12km2, 높이는 2,256m, 인구는 620,416명(2010년 기준)이다. 코요아칸은 나우아틀어로 "코요테의 땅"을 뜻한다.
고급 주택가, 박물관 등이 밀집한 문화 지구로서 시내에는 하르딘 센테나리오 광장(Plaza Jardin Centenario)과 이달고 광장(Plaza Hidalgo)이 들어서 있다. 전통 공예품 가게, 골동품 가게, 공예품 가게, 음식점 등이 있는 관광지이며 매주 주말에는 부속품과 잡화 등 수많은 노점상이 열리는 멕시코시티 시민들의 쉼터로 자리잡고 있다.
멕시코의 화가 디에고 리베라와 프리다 칼로, 프랑스의 시인 앙드레 브르통, 러시아의 혁명가 레프 트로츠키 등 여러 예술가와 혁명가가 터를 잡았던 곳으로 유명하다. 프리다 칼로의 생가인 "파란색 집"(La Casa Azul)은 현재 프리다 칼로 박물관(Museo de Frida Kahlo)으로 사용되고 있으며 레프 트로츠키가 거주하던 집은 레프 트로츠키 박물관(Museo Casa de Leon Trotsky)으로 사용되고 있다.